# Асуль (Буэнос-Айрес)
Асуль (исп. Azul) — город в Аргентине в провинции Буэнос-Айрес. Административный центр муниципалитета Асуль.

## История
После того, как Аргентина обрела независимость от Испании, стали строиться планы по колонизации внутренних районов страны, населённых индейцами. Было решено выдвигать вперёд военные части, а после укрепления границы приглашать поселенцев. 16 декабря 1832 года, по приказу губернатора Буэнос-Айреса Хуана Мануэля де Росаса, полковник Педро Бургос основал в этих местах форт. После этого правительство начало продавать землю поселенцам. Постепенно население росло, и в 1895 году поселение в районе форта получило статус города.